# Језерска чудовишта
Језерска чудовишта (енгл. Lake monsters, шкот. Loch monsters) је термин који се углавном користи за створења која се појављују у митологији, гласинама или локалном фолклору, и која наводно живе у језерима, ријекама и мочварама. Њих проучава фолклор и област псеудонауке криптозоологија. За постојање неки од ових створења још увек не постоје јасни докази који би то потврдило или објаснили о чему се ради. Опис неких језерских чудовишта често је сличан описима морских чудовишта.

## Објашњења
Многи скептици мисле како су језерска чудовишта само претјеривања, погрешно схватање познатих и природних феномена, или измишљотиње и лажне дојаве. Већина језерских чудовишта не оставља доказе о свом постојању осим наводних виђења и контроверзних фотографија, међутим зоолози и научници не признају постојање ових бића само са тим доказима. Као и за остала криптозоолошка бића, морали би се пронаћи уверљиви докази о постојању као што су тела бића или кости. Зоолози такође објашњавају како чудни облици које људи виде у води могу бити неке обичне животиње као што су видре, срне, велике рибе као што су јесетре, а такође објашњавају како би то могле бити фатаморгане, необични таласи или чак мањи брод.

## Позната језерска чудовишта
- Неси, језеро Лох Нес, Шкотска
- Лагарфљотски црв, језеро Лагарфљот, Исланд
- Огопого, језеро Оканаган, Канада
- Лариосауро, језеро Комо, Италија
- Шамп, језеро Шамплејн, Канада/САД
- Мемфре, језеро Мемфремејгог, Канада/САД
- Науелито, језеро Нахуел Хуапи, Аргентина
- Ван Голу Канавари, језеро Ван, Турска
- Мораг, језеро Лох Морар, Шкотска
- Чудовиште из Борског језера, Борско језеро, Србија